# Щапово (село, Московская область)
Щапово — село в Ступинском районе Московской области в составе Аксиньинского сельского поселения (до 2006 года — Аксиньинский сельский округ). Щапово на 2015 год, фактически, дачный посёлок: при 85 жителях в селе 5 улиц, 1 переулок и 3 садовых товарищества. Через село проходит региональная автодорога Панино — Малино, Щапово связано автобусным сообщением с Москвой и соседними населёнными пунктами. В селе находится Троицкая церковь 1765 года постройки с колокольней 1900 года работы архитектора Струкова, памятник архитектуры федерального значения.

## Население
| 2002 | 2006 | 2010 |
| ---- | ---- | ---- |
| 109  | ↗111 | ↘85  |

Щапово расположено в северо-восточной части района, высота центра села над уровнем моря — 175 м. Ближайшие населённые пункты: в 1 км на север Нефедьево и, практически через дорогу, также к северу — деревня Щапово городского поселения Малино.